# Ciak

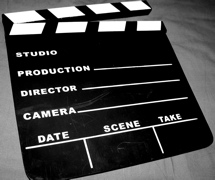
Un ciak

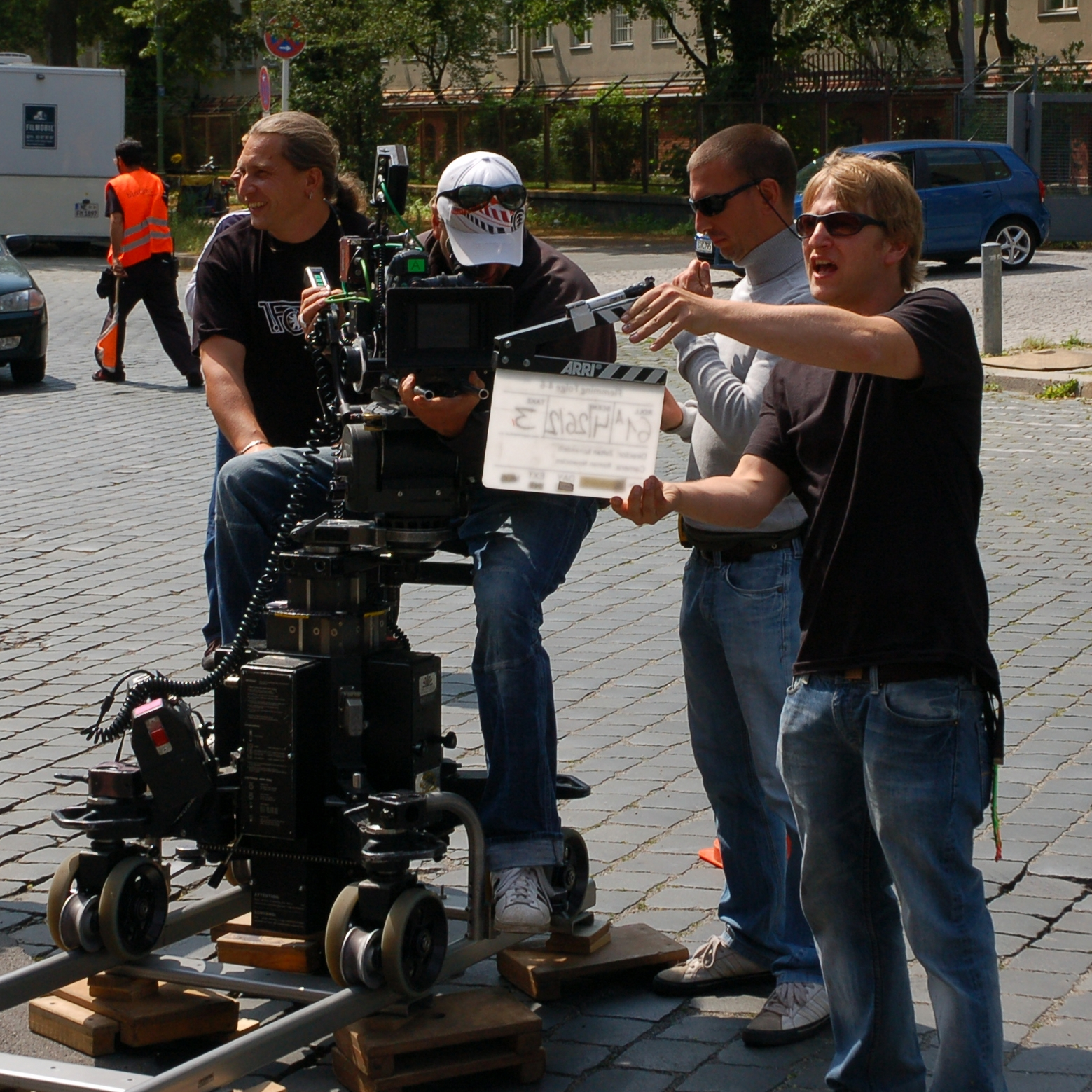
Un ciak mentre è usato sul set

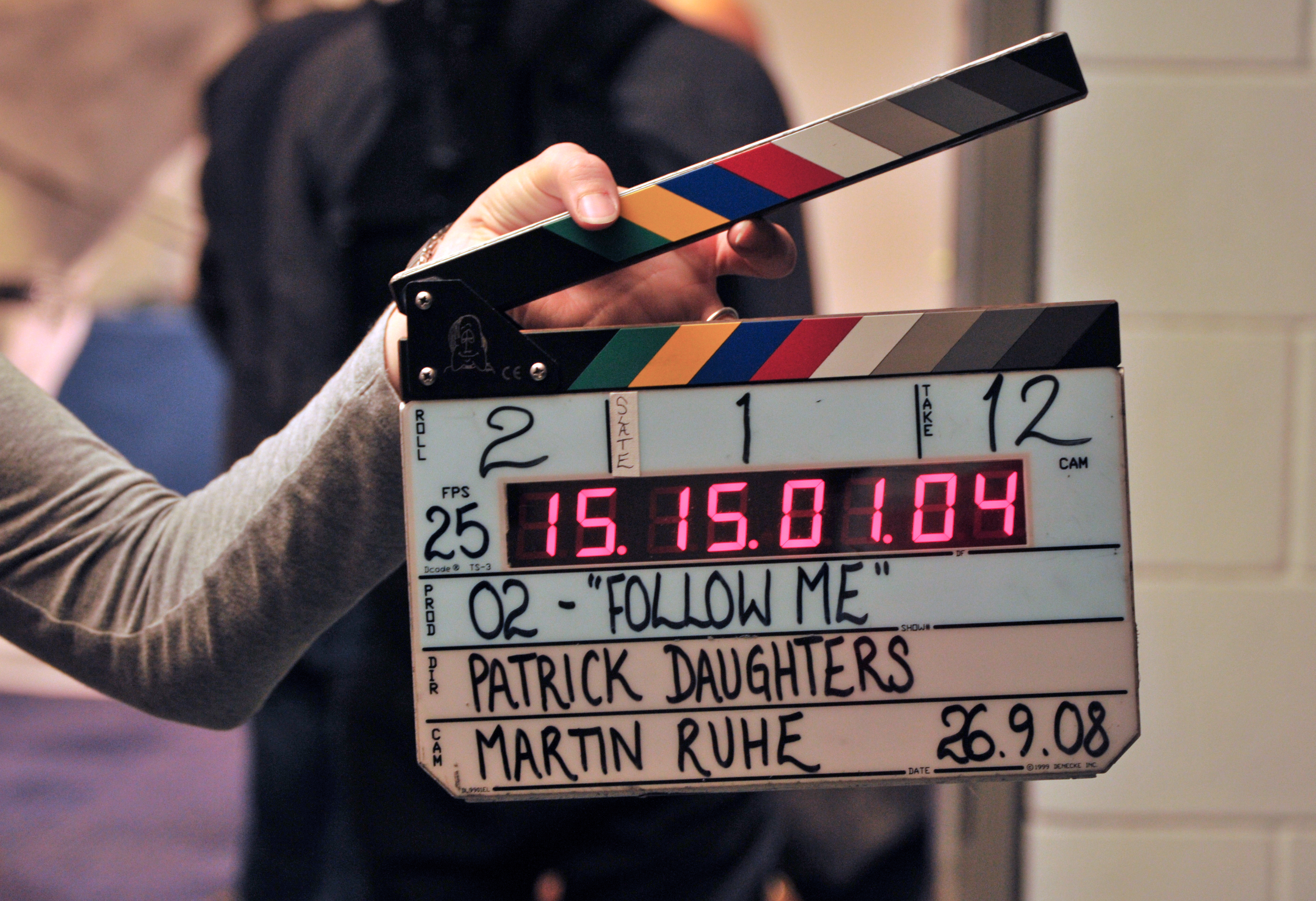
Un ciak elettronico

Ciak è un termine onomatopeico che definisce un attrezzo usato nel cinema, composto da una tavoletta (o lavagna) su cui sono scritti tutti i dati della scena in fase di ripresa e da un'asticella mobile che quando viene abbassata produce un caratteristico rumore di schiocco secco, detto appunto "ciak". Si tratta di una delle attrezzature più caratteristiche dell'arte del cinema, tanto da esserne un simbolo. In inglese è detto clapperboard, in francese clap, in spagnolo claqueta, in tedesco Filmklappe.
Lo strumento è utilizzato per assicurare la sincronizzazione di immagini e suoni e per identificare in maniera univoca ogni scena, inquadratura e ripresa al momento del montaggio. Si presume che sia stato inventato nel secondo decennio del Novecento da Frank Thring, attore e regista australiano.

## Uso
L'asticella, detta clachette, viene battuta da un macchinista, detto "ciacchista". La sequenza che caratterizza l'inizio della ripresa avviene in questo modo: il ciacchista si posiziona con il ciak aperto e ben in vista nell'inquadratura, tra l'obiettivo e la scena da riprendere; il regista dice ad alta voce "Motore!"; il tecnico del suono risponde dopo pochi istanti "Partito!" (riferendosi al motore della registrazione sonora); l'assistente operatore avvia la macchina da presa e grida "Ciak!"; il ciacchista dice a voce alta quanto scritto sul ciak (nell'ordine, solitamente: n° scena, n° inquadratura e n° della ripresa (take)), chiude con forza l'asticella per farla battere e produrre il tipico suono del ciak; se tutto ciò è andato a buon fine, il regista annuncia ed ordina l'inizio della scena agli attori e a tutti i partecipanti dietro le quinte dicendo "Azione!".
Alla fine della scena o nel caso in cui si verifichino problemi di qualsiasi tipo che rendano necessario ricominciare la ripresa da capo, è fondamentale dare un ordine di arresto, solitamente "Stop!", che viene impartito dal regista o eventualmente da membri della troupe.
I dati scritti sul ciak serviranno in seguito al montatore per identificare con esattezza il girato (spesso infatti sono realizzate diverse riprese per la stessa scena o inquadratura). Di conseguenza, nel gergo cinematografico, il termine ciak è usato anche come sinonimo di ripresa ("girare tre ciak" significa filmare la stessa sequenza per tre volte). Nella fase di sincronizzazione dell'audio, l'abbassamento dell'asticella del ciak e il rumore da esso prodotto servono a determinare il fotogramma a cui va agganciata la traccia sonora.
In passato, per poter scrivere e cancellare ripetutamente le informazioni da riportare sui ciak, venivano utilizzate lavagnette e gessetti. Oggi si utilizzano pannelli di plexiglas e pennarelli cancellabili. I ciak più moderni, a tecnologia digitale, sono invece dotati di display elettronici, che indicano lo scorrimento del timecode per la sincronizzazione: questo tipo di ciak si usa quando si riprende utilizzando una telecamera, mentre è poco usato per il cinema in pellicola, che invece preferisce il ciak classico perché più leggero e gestibile.

## Ciak statunitense e ciak italiano
Nel cinema storicamente si sono usati due tipi di ciak, quello statunitense e quello italiano, che si differenzia dal primo perché ha l'asticella (clachette) in basso invece che in alto; inoltre è provvisto di un manico per reggerlo meglio ed evitare di coprire le scritte con le dita. Inizialmente il ciak italiano era costruito dai macchinisti in compensato e, per segnare le numerazioni, sulla parte superiore aveva delle finestrelle con scanalature ai lati, dove venivano inseriti i numeri su cartoncini neri, tenuti insieme in gruppi dall'uno al dieci con un anello come un mazzo di chiavi; ogni ciak era corredato da 5 o 6 di questi mazzi, uno dei quali riportava tutte lettere dell'alfabeto anziché numeri. Il sistema era il più veloce per il cambio dei numeri e il cinema statunitense lo apprezzava molto.
I numeri sul ciak indicano: il numero della scena, il numero dell'inquadratura, il numero della ripresa (take). Inoltre tra i numeri può essere inserita una lettera, che serve talvolta ad indicare un rifacimento (R), oppure lo stesso ciak battuto per due macchine che saranno indicate con le lettere (A e B), o ancora quando si gira nuovamente la stessa inquadratura con una variante, che può essere un cambio d'obiettivo, o un cambio di battute, o di movimento.

## Ciak in coda
Per vari motivi, in certe inquadrature può essere impossibile battere il ciak all'inizio; si effettua allora il ciak in coda, cioè alla fine dell'inquadratura, dopo che è stato dato l'ordine di "Stop": questa variazione è caratterizzata dal ciak tenuto capovolto davanti all'obiettivo.